# 栩原楽人
栩原 楽人（とちはら らくと、1989年10月19日 - ）は、日本の元俳優。東京都出身。堀越高等学校卒業。血液型はAB型。
2018年3月1日、父親の会社を継ぐため芸能界から引退することを公式サイトで発表。

## 略歴
- 2000年、『ママまっしぐら!』シリーズに子役として出演。
- 2005年、『仮面ライダー響鬼』に主人公・安達明日夢役で出演。
- 柳楽優弥とは堀越高等学校の同級生で同じクラスであった。
- 27歳で結婚、二児をもうけるが2020年夏に離婚[2]。
- 父の企業を継承することを理由として、2018年3月芸能界を引退すると発表した[3]。
- 2022年1月6日に『学校の階段』（2007年公開）で共演した元タレントの小阪由佳と入籍予定であることを発表[4]。

## 出演

### 舞台
- リバースヒストリカ（2009年4月、全労済ホール スペース・ゼロ） - 朋希 役
- 花咲ける青少年 Vol.1（2010年9月29日 - 10月6日、草月ホール） - 寅之助・V・芳賀 役
- 花咲ける青少年 Vol.2（2011年2月16日 - 27日、草月ホール） - 寅之助・V・芳賀 役
- 毒と微笑み（2011年8月4日 - 10日、ザ・ポケット） - ラッキー 役
- 大奥 第一章（2011年10月2日 - 27日、明治座 / 11月4日 - 27日、中日劇場） - 保科正之 役
- 花咲ける青少年 ファイナル（2012年1月13日 - 18日、サンシャイン劇場） - 寅之助・V・芳賀 役
- スケベの話 セイなる夜編（2012年2月29日 - 3月11日、新宿サンモールスタジオ）
- 大奥 第一章（2013年6月1日 - 21日、大阪松竹座 / 7月2日 - 27日、博多座） - 保科正之 役
- ZUN（2013年9月21日 - 29日、俳優座劇場） - 駿馬 役
- ハマトラ THE STAGE -CROSSING TIME-（2014年8月16日 - 24日、俳優座劇場） - アート 役
- ハマトラ THE STAGE -DOUBLE MISSION-（2015年3月14日 - 22日、星陵会館ホール） - アート 役
- ミュージカル『刀剣乱舞』〜幕末天狼傳〜（2016年9月24日 - 10月10日・11月17日 - 27日、東京：AiiA 2.5 Theater Tokyo / 10月15日・16日、福岡：キャナルシティ劇場 / 10月21日 - 30日、大阪：サンケイホールブリーゼ / 2017年1月13日 - 15日、上海：虹橋芸術中心） - 沖田総司 役
- ミュージカル『刀剣乱舞』～真剣乱舞祭 2016～（2016年12月13日、大阪城ホール / 12月20日・21日、両国国技館） - 沖田総司 役
- 錆色のアーマ（2017年6月） - 明智光秀 役
- ミュージカル『刀剣乱舞』～真剣乱舞祭 2017～（2017年12月8日・9日、日本武道館 / 12月12日・13日、大阪城ホール / 12月19日・20日、さいたまスーパーアリーナ / 12月23日・24日、広州体育館）

### テレビドラマ
- 愛の劇場「ママまっしぐら!」（2000年6月 - 7月、TBS） - 尾崎紫陽 役
- 愛の劇場「ママまっしぐら!2」（2001年12月 - 2002年1月、TBS）
- 天国への階段（2002年、読売テレビ）
- 女と愛とミステリー「保険調査員・蒲田吟子③虐待の父殺人事件」（2002年8月25日、BSジャパン）
- 愛の劇場「ママまっしぐら!3」（2002年11月 - 12月、TBS）
- ドラマ愛の詩「ミニモニ。でブレーメンの音楽隊」第2部（2004年2月、NHK教育テレビ） - 番長 役
- 仮面ライダー響鬼（2005年1月 - 2006年1月、テレビ朝日） - 安達明日夢 役
- 木曜ミステリー「京都地検の女3」最終回2時間スペシャル（2006年6月22日、テレビ朝日） - 和田大介 役
- 一生忘れない物語「Million Films」（2006年9月30日、テレビ朝日） - 青井優介 役
- 望郷の窓〜病と差別の真実〜（2006年12月、テレビ東京）
- 新春スペシャルドラマ「白虎隊」（2007年1月6日・7日、テレビ朝日） - 庄田保鉄 役
- 警視庁捜査一課9係 第3話（2007年5月9日、テレビ朝日） - 桂木純 役
- ガラスの牙（2007年10月6日、中部日本放送） - 田島久志 役
- RHプラス（2008年1月 - 3月、TOKYO MX） - 瀬戸あげは 役
- 俺たちは天使だ! NO ANGEL NO LUCK - 3D - 第5話（2009年11月4日、テレビ東京） - 金田一 役
- 木曜ミステリー「おみやさん 第7シリーズ」第1話 後編（2010年4月15日、テレビ朝日） - 三好亮太 役
- 大河ドラマ「龍馬伝」（2010年5月 - 、NHK） - 沖田総司 役
- 土曜ワイド劇場「天才刑事・野呂盆六5 富山・宇奈月温泉復讐殺人!」（2010年6月12日、朝日放送・テレビ朝日）
- 新春ワイド時代劇「戦国疾風伝 二人の軍師 秀吉に天下を獲らせた男たち」（2011年1月2日、テレビ東京） - 森蘭丸 役
- ティーンコート 第7話（2012年2月21日、日本テレビ） - 酒井邦夫 役
- 好好!キョンシーガール〜東京電視台戦記〜 第3話（2012年10月26日、テレビ東京） - 中村 役
- 赤い糸の女 第43話（2012年11月1日、東海テレビ） - 志村純 役
- BSプレミアム「妻は、くノ一」（2013年4月5日）
- 月曜ゴールデン「捜査指揮官 水城さや2」（2014年1月6日、TBS） - 井村秋彦 役
- BSプレミアム「妻は、くノ一最終章」（2014年5月23日、NHK）
- 相棒 season14 第1話「フランケンシュタインの告白」（2015年10月14日、テレビ朝日） - 田代伊久夫 役
- 大江戸事件帖 美味でそうろう（2015年12月4日・5日、BS朝日） - 幸吉 役
- きみはペット（2017年2月 - 6月、フジテレビ） - 本田友成 役
- ソースさんの恋（2017年6月 - 7月、NHK BSプレミアム） - 安本文也 役

### テレビアニメ
- ブギーポップは笑わない Boogiepop Phantom（2000年1月 - 3月、テレビ東京） - プームプーム 役
- 東のエデン 第3話（2009年4月23日、フジテレビ） - 警官 役

### 映画
- 日常劇場 オモヒノタマ 念珠（2004年5月） - 秋山章太 役
- 逆境ナイン（2005年） - ライト・山下 役
- 劇場版 仮面ライダー響鬼と7人の戦鬼（2005年、東映） - 安達明日夢 / 明日夢 役
- 着信アリFinal（2006年） - 今原信一 役
- 学校の階段（2007年） - 三枝宗司 役
- Genius Party＜ジーニアス・パーティ＞「ドアチャイム」（2007年） - 八木沢裕 役（声の出演）
- アクエリアンエイジ 劇場版（2008年） - 齋木直哉 役
- 春色のスープ（2008年） - 大久保亮太 役
- 容疑者Xの献身（2008年）
- 真一文字 拳（2009年、エースデュース） - お笑い部部員 役
- 華鬼（2009年） - 早咲水羽 役
- 純情（2010年） - 戸崎圭祐 役
- ナナとカオル（2011年3月、バップ） - カオル 役
- エコエコアザラク -黒井ミサ ファースト・エピソード-（2011年8月）　- ガンガーガム 役
- アイアンガール-IRON GIRL（2012年7月） - ワタル 役
- ナナとカオル 第2章（2012年9月、バップ）
- 永遠の0（2013年12月、東宝） - 寺西 役
- 小川町セレナーデ（2014年10月)
- 寄生獣 完結編（2015年4月、東宝）
- 愛を語れば変態ですか（2015年、松竹）
- 海賊とよばれた男（2016年、東宝）

### オリジナルビデオ
- 銀河ロイドコスモX（2001年） - 石井篤 役
- シスターBOMBER! CONFESSION#2（2002年） - トキオ 役
- 萌えよ!ドラゴンガールズ（2004年） - 明神（みょうじん）彰彦 役
- 仮面ライダー響鬼超（ハイパー）バトルDVD明日夢変身!キミも鬼になれる!!（2005年）- 主演・安達明日夢 役
- 特捜戦隊デカレンジャー 10 YEARS AFTER（2015年） - アサム・アシモフ 役[5]

### ゲーム
- サイキン恋シテル?（2009年） - 風間瑠加 役

### その他
- イケメンデルの法則（2009年4月23日）
- MARIA18-20（2010年）
- おたママ倶楽部（2010年8月21日・28日）
- ニコ動スターチャンネル 生男ch（2010年9月17日・2015年2月27日）
- ふたりエッチ（2011年）
- ピンスポ!（2011年12月、東映チャンネル）

### 書籍
- 少年俳優（2005年、ぴあ）
- 仮面ライダー響鬼写真集 輝 - KAGAYAKI（2006年、小学館）